# Phil Harris (ator)
Wonga Philip Harris (24 de junho de 1904 - 11 de agosto de 1995) foi um comediante, ator, cantor e músico de jazz estadunidense. Ele foi indicado a três Grammy Awards ao longo de sua carreira. Harris também apareceu em vários filmes, começando com Melody Cruise em 1933, Turn Off the Moon (1937), Buck Benny Rides Again (1940), I Love a Bandleader (1945), The Wild Blue Yonder (1951) e The Wheeler Dealers (1963).
A segunda esposa de Harris foi a atriz de cinema Alice Faye.